# 제시카 고메스
제시카 고메스(영어: Jessica Gomes, 1985년 9월 25일 ~ )는 오스트레일리아 뉴사우스웨일스주 시드니에서 태어난 모델이다. 포르투갈계 아버지와 중국계 싱가포르인 어머니 사이에서 태어났다. 2008년부터 미국 출판물 스포츠 일러스트레이티드 산하의 수영복 특집에서 모습을 보여주고 있다. 오스트레일리아와 아시아 등지에서 광범위하게 활동 중이며, 특히 대한민국과 이스트 코스트 힙합 커뮤니티에서 많은 팬층을 보유하고 있다.

## 주요 출연작
- 빅토리아 시크릿 카탈로그 모델
- 잡지 보그, 글래머 모델
- DKNY Jeans, 리바이스, 모토로라, 얼반 아웃피터즈 모델
- 버커루 청바지 모델

### 출연작
- TV - 댄싱 위드 더 스타 (2011년)
- CF - 솔로몬저축은행 분수편 (2010년)
- CF - 롯데월드 리우삼바카니발 (2010년)
- CF - 엔프라니 천년비책 고윤 (2009년)
- CF - 올림푸스 뮤 (2009년)
- CF - 한국 코카-콜라 조지아 커피 (2009년)
- CF - 오비맥주 카스 2X (2009년)
- CF - 농심 웰치스 (2009년)
- CF - LG전자 싸이언 비키니폰 (2008년)
- CF - 현대 쏘나타 트랜스폼 (2007년)
- MV - 테이 - 새벽3시 (2008년)
- CF - 한국지엠 라세티 (2003년)
- My name is jessica gomes 방송사 - 온스타일